# تاریخ حکومت فدرال اتیوپی

نشان جمهوری فدرال دموکراتیک اتیوپی، از سال ۱۹۹۵

فدرالیسم در اتیوپی را می‌توان به بهترین شکل با در نظر گرفتن تنوع قومی و جغرافیایی اتیوپی امروزی که از طریق تاریخ اتحاد مجدد این کشور تفسیر می‌شود، توضیح داد. اتیوپی دارای بیش از ۸۰ گروه قومی با اندازه‌ها، زبان‌ها، مذاهب و آداب و رسوم مختلف است. بر اساس سرشماری سال ۲۰۰۷، هفت بزرگ‌ترین گروه‌های قومی ۸۳ درصد از جمعیت را تشکیل می‌دهند. اتیوپی عمدتاً یک کشور روستایی است، و نرخ شهرنشینی آن تنها ۲۳٫۲٪ (۲۰۲۳) است و تنوع گسترده‌ای از توپوگرافی را نشان می‌دهد که بر فعالیت‌های کشاورزی و اقتصادی تأثیر می‌گذارد.
پس از انحلال درگ در سال ۱۹۹۱، که به جنگ داخلی اتیوپی پایان داد، اتیوپی توسط یک دولت انتقالی اداره می‌شد که تا سال ۱۹۹۵ ادامه داشت، در آن زمان قانون اساسی ۱۹۹۵ توسط جبهه دموکراتیک انقلابی خلق اتیوپی (EPRDF) بر اساس فدرالیسم مبتنی بر قومیت تصویب شد. . هدف کاهش تنش‌های قومی و امکان دادن به خودمختاری منطقه‌ای بیشتر بود. هر قلمروی قومی حق جدایی دارد، که باعث ایجاد مجادله بزرگ در میان ملی گرایان اتیوپیایی و دیاسپورای آن شد، که می‌ترسیدند تنش‌های قومی و تمرکززدایی دولت را افزایش دهد. بند ۱ ماده ۳۹ می‌گوید: «هر ملت، ملیت و مردم حق بدون قید و شرط در تعیین سرنوشت خود از جمله جدایی دارند.
در این دوره حکومت ملس زناوی تحت یک سیستم فدرال، شماری اصلاحات اجتماعی-اقتصادی و سیاسی ارائه شد که سوسیالیسم دولتی سفت و سخت رژیم درگ را آزادسازی کرد. این منجر به رشد اقتصادی قابل توجه بیش از ۷ درصد طی حداقل یک دهه شد که نرخ رشد تولید ناخالص داخلی بسیار بیشتری از نرخ رشد کشورهای همسایه بود. با این حال، همزمان، اتیوپی همچنان تحت تأثیر درگیری‌های بین قومی قرار گرفت، که منجر به تشدید بی‌ثباتی سیاسی شد و کمبودهای ادراک شده در مدیریت مدنی، اتیوپی را به سمت یک رژیم استبدادی سوق داده‌است. در دوران نخست‌وزیری ابی احمد، علیرغم شروع امیدوارکننده، با توقف تنش‌های در حال بالاگرفتن با اریتره، که به خاطر آن جایزه صلح نوبل در سال ۲۰۱۹ به ابی احمد اعطا شد، و برخی آزادسازی‌های سیاسی بیشتر، یک اختلاف سیاسی عمیق بین دولت مرکزی ابی احمد و دولت استانی منطقه تیگری به وجود آمد که در سال ۲۰۲۰ منجر به جنگ داخلی گسترده، جنگ تیگری، شد که مشخصه آن تلفات غیرنظامی و نظامی قابل توجه، جنایات ادعایی از هر دو طرف و جابجایی گسترده پناهندگان بود.
اتیوپی همیشه بین تمرکز قدرت و عدم تمرکز قدرت در نوسان بوده‌است. این امر در زمان امپراتورهای قرن نوزدهم تئودروس دوم (۱۸۵۵–۱۸۶۸) و یوهانس چهارم (۱۸۷۲–۱۸۸۹) تسریع شد. این پدیده در دوران مدرن تحت رژیم استالینیستی درگ، پس از سقوط درگ، و فدرالیسمی که در سال ۱۹۹۱ توسط جبهه آزادیبخش خلق تیگری (TPLF) معرفی شد، تکرار شد.
از نظر تاریخی، پادشاهی حبشه، همان‌طور که عموماً قبل از اواسط قرن ۱۹ نامیده می‌شد، عمدتاً از آمهارا و تیگریاییان تشکیل شده بود. اینها مردم شمالی هستند که زبان، فرهنگ و آداب و رسوم مشابهی دارند و اکنون به ترتیب ۲۴ درصد و ۶ درصد اتیوپی مدرن را تشکیل می‌دهند. تئودروس دوم از سال ۱۸۵۵ شمال اتیوپی را دوباره متحد کرد، در حالی که جانشین او یوهانس چهارم بین سال‌های ۱۸۸۰ تا ۱۸۸۹ برای تسخیر و الحاق مناطق جنوبی و شرقی، یعنی غرب اورومو، سیداما، گوراج، والیتا و گروه‌های دیگر، دست به یک سری لشکرکشی‌های بی رحمانه زد که تا حد زیادی به مرزهای ملی فعلی انجامید.
ساکنان این ایالت‌های جنوبی زبان‌ها و آداب و رسوم مختلفی داشتند. اکثر آنها مسلمان بودند، اما به ویژه پرجمعیت‌ترین گروه، اوروموس‌ها، ۳۴ درصد در حال حاضر، زمین‌های کشاورزی و قابل توسعه با ارزشی را اشغال کردند که اکنون شامل پایتخت آدیس آبابا، قلب شهری اتیوپی و مرکز صنعتی آن در زمین‌های سنتی اورومو است.
این فتح شامل کشتارهای دسته جمعی بود که اکنون نسل‌کشی، بردگی، مصادره زمین و گروش اجباری به مسیحیت ارتدوکس اتیوپیایی نامیده می‌شود، که انگیزه آن تحقیر فرهنگی نسبت به مردمانی بود که پست‌تر تلقی می‌شدند. این خاطرات تاریخی تا حدی همچنان ادامه دارد و حتی امروزه نیز به دلیل «غصب زمین» در قلب اوروموی جنوبی توسط هژمونی حاکم غیر اورومو و رقابت مشابه برای زمین و منابع بین سومالیایی‌های آمهارا و اتیوپی در شمال تشدید شده‌است.
امپراتوری متمرکز اتیوپی تحت رهبری هایله سلاسی پس از انقلاب اتیوپی، کودتای منگیستو و درگ کمونیستی در سال ۱۹۷۴ منسوخ شد و با یک سیستم مارکسیستی-لنینیستی به همان اندازه متمرکز جایگزین شد، از جمله ادامه مبارزات نظامی که هایله سلاسی در سال ۱۹۶۱ علیه مقاومت در داخل اریتره که در سال ۱۹۶۱ ضمیمه شد آغاز کرد، که تا سال ۱۹۹۱ ادامه داشت، و در برابر تهاجم اوگادن سومالی در 1977/78.
پس از انحلال درگ توسط جبهه تیگری در سال ۱۹۹۱، که به جنگ داخلی اتیوپی پایان داد و استقلال اریتره را موجب شد، اتیوپی یک دولت انتقالی در راستای خطوط فدرال تشکیل داد که تا سال ۱۹۹۵ ادامه داشت. قانون اساسی اتیوپی در سال ۱۹۹۵ توسط جبهه دموکراتیک انقلابی خلق اتیوپی (EPRDF) اعلام شد که نوعی فدرالیسم مبتنی بر قومیت شامل ۱۱ ایالت منطقه ای تعریف شده از نظر قومی و زبانی و دو شهر منشور شده بود. ایالت‌ها عبارتند از: افار ; آمهارا، بنیشانگل-گموز؛ گامبلا؛ هراری ; ارومیه ; سومالی ; کشورهای جنوب، ملیت‌ها و منطقه مردمی؛ تیگری سیداما ; و جنوب غربی اتیوپی. شهرهای دارای منشور عبارتند آدیس آبابا، پایتخت کشور، و دیره داوا. ساختار فدرال با ایجاد خودمختاری منطقه‌ای و درجه‌ای از خودحاکمیتی قصد کاهش تنش‌های قومی تاریخی مستمر را داشت. بند ۱ ماده ۳۹ می‌گوید: «هر ملت، ملیت و مردم حق بدون قید و شرط در تعیین سرنوشت خود از جمله حق جدایی دارد». بنابراین، به هر منطقه قومی حق جدایی داده شد، که مورد استقبال فدرال‌گرایان قرار گرفت، اما در میان حامیان ملی گرایان اتیوپیایی و دیاسپورای آن، به‌ویژه آمهارا که قبلاً مسلط بودند، که از تمرکززدایی دولت و ایجاد تنش‌های قومی می‌ترسیدند، مجادله برانگیز بود.
پس از انتخابات عمومی سال ۱۹۹۵، ملس زناوی، رئیس جبهه آزادیبخش خلق تیگری، به عنوان نخست‌وزیر منصوب شد. دولت او سیاست‌های کمونیستی درگ را برعکس کرد و تدریجاً خصوصی‌سازی شرکت‌های دولتی، مزرعه‌ها، زمین‌ها و سرمایه‌گذاری‌ها را تشویق کرد. این آزادسازی اجتماعی-اقتصادی و سیاسی جزئی در یک سیستم فدرالیستی، همراه با بازگشت سرمایه‌گذاری خارجی قابل توجه منجر به رشد اقتصادی قابل توجهی شد که در ۹ سال قبل از مرگ ناگهانی وی در سال ۲۰۱۲ دو رقمی بود. معاون او هایله مریم دسالین قدرت را به دست گرفت که تازه در انتخابات سال ۲۰۱۵ تأیید شد تحت رهبری هایله مریم، جبهه آزادی‌بخش خلق تیگری و EPRDF سیاست‌های مشابهی را تا سال ۲۰۱۸ ادامه دادند و اتیوپی را به عنوان سریع‌ترین رشد اقتصادی در آفریقا به دست آورد. در حالی که ملس اصلاحات اجتماعی بسیاری را انجام داد، هنوز میزان قابل توجهی از سرکوب سیاسی و رسانه ای همراه با اتهامات دخالت در انتخابات در سال ۲۰۰۵ وجود داشت. TPLF که تنها از ۶ درصد جمعیت تشکیل شده بود، طرفدار ناروای تیگریایی‌ها تلقی می‌شد و اکثریت اورومو (۳۴ درصد) و آمهارا (۲۷ درصد) با درگیری‌های قومیتی که سومالیایی‌های اتیوپی (۶ درصد) را نیز درگیر می‌کردند، نسبت به آن نارضایتی داشتند.